# گلانات

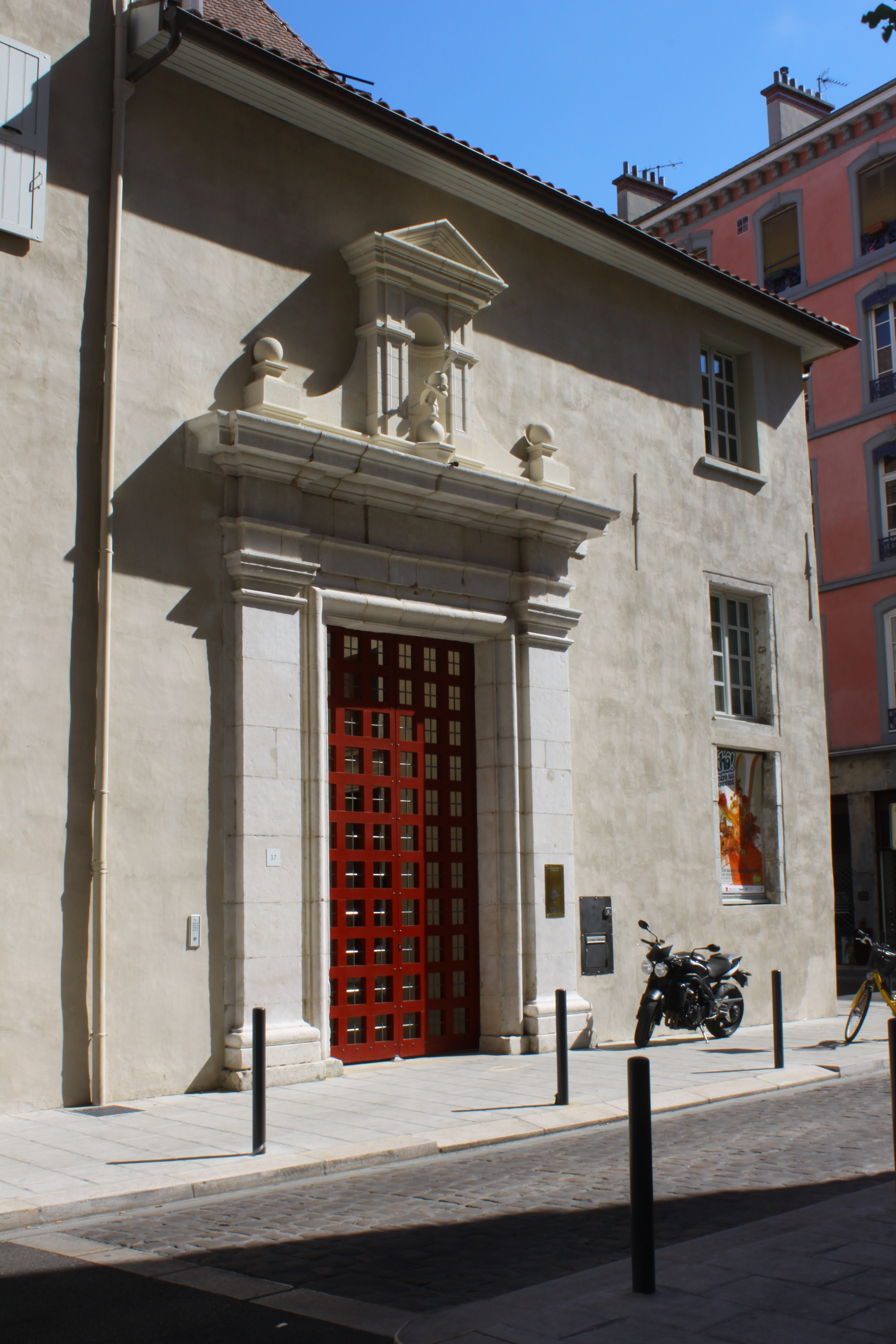
دفتر مرکزی گلانات در گرونوبل (فرانسه)

گلانات (انگلیسی: Glénat) شرکت انتشارات فرانسوی است، که در سال ۱۹۷۲ تأسیس شد.